# 10863 Oye
10863 Oye eller 1995 QJ3 är en asteroid i huvudbältet som upptäcktes den 31 augusti 1995 av AMOS-projektet vid Haleakalā-observatoriet. Den är uppkallad efter Jacob och Martha Oye.
Asteroiden har en diameter på ungefär 5 kilometer. 